# حلبة موجيلو

مسار الحلبة

حلبة موجيلو (بالإيطالية: Autodromo Internazionale del Mugello)‏ هي حلبة سباق تقع في منطقة موجيلو في توسكانا الإيطالية. يبلغ طولها 5.245 كيلومتر (3.259 ميل). وتستوعب 50000 مشاهد. تستضيف بشكل سنوي سباق الجائزة الكبرى للدراجات النارية. يستعملها فريق فيراري لاختبارات الفورمولا 1.

## وصلات خارجية
- الموقع الرسمي